# Tim Sebastian (Journalist)
Tim Sebastian (* 13. März 1952 in London) ist ein englischer Fernsehjournalist und Buchautor. Aktuell moderiert er die Sendungen Conflict Zone und New Arab Debates, die von der Deutschen Welle ausgestrahlt werden.

## Leben
Sebastian studierte an den Universitäten Oxford und Cardiff, bevor er seine Karriere als Journalist bei Reuters im Jahr 1974 begann. Er arbeitete in mehreren Ländern für die BBC als Auslandskorrespondent: 1979 in Warschau, 1985 in Moskau und von 1986 bis 1989 in Washington, D.C.; 1982 wurde Sebastian Europa-Korrespondent der BBC. Im selben Jahr gewann er einen Preis der BAFTA.
Er präsentierte die BBC-Sendung HARDtalk. In den Jahren 2000 und 2001 wurde er als Royal Television Society Interviewer of the Year geehrt.
Zurzeit präsentiert er die Sendung Conflict Zone im Fernsehprogramm der Deutschen Welle. Hier interviewt er führende Vertreter aus Politik, Wirtschaft und Gesellschaft zu Zeitfragen.
Sebastian gilt als einer der profiliertesten politischen Interviewer und Moderatoren. Er befragte unter anderem die ehemaligen US-Präsidenten Bill Clinton und Jimmy Carter, Erzbischof Desmond Tutu, den ersten Premierminister des Stadtstaates Singapur, Lee Kuan Yew, und den letzten Führer der Sowjetunion, Michail Gorbatschow. In Deutschland fand sein Interview mit der AfD-Parteivorsitzenden Frauke Petry im Jahr 2016 ein großes Echo. Sein Interview mit dem spanischen Außenminister Josep Borrell Ende März 2019 über die Rechtsstaatlichkeit des Vorgehens der spanischen Justiz gegen katalanische Politiker, die sich wegen ihres Verhaltens in der Katalonien-Krise in Untersuchungshaft befinden, führte zu einem Eklat, als Borrell das Studio wegen der vorwurfsvollen und provokanten Frageweise Sebastians zeitweilig unter Protest verließ.
Sebastian ist der Autor mehrerer Bücher und spricht Englisch, Deutsch und Russisch.